# 光明街道 (抚顺市)
光明街道，是中华人民共和国辽宁省抚顺市望花区下辖的一个乡镇级行政单位。2019年11月29日，将新民街道所辖的凤城社区、台安社区、油研社区、乐园社区、灯塔社区和玫瑰城社区行政区域划归光明街道管辖。

## 行政区划
光明街道下辖以下地区：
铝北社区、红光社区、兴光社区、春光社区、曙光社区、光明社区和晨光社区。